# Киргистан на Зимским олимпијским играма 2006.
Киргистану је ово било четврто учешће на Зимским олимпијским играма. На Олимпијским играма 2006. у Торину у Италији учествовао је са једним учесником, који се такмичио у две дисциплине аплског скијања.
На свечаном отварању заставу Киргистана носио је једини такмичар Иван Борисаов.
Није освојена ниједна медаља.

## Алпско скијање
| Такмичар     | Дисциплина | Резултати    | Резултати    | Резултати       | Резултати       | Резултати       | Детаљи |
| Такмичар     | Дисциплина | 1. трка      | 2. трка      | Укупно          | Заостатак       | Пласман/учес    | Детаљи |
| ------------ | ---------- | ------------ | ------------ | --------------- | --------------- | --------------- | ------ |
| Иван Борисов | Слалом     | 1:09,54 (59) | 1:21,07      | Дисквалификован | Дисквалификован | Дисквалификован |        |
| Иван Борисов | Велеслалом | 1:59,49 (47) | 1:37,61 (41) | 3:37,10         | 1:02,10         | 41 / 41 (82)    |        |